# Szerelemhegyi Tivadar
Szerelemhegyi Tivadar (Csongrád, Csongrád vármegye, 1857. augusztus 18. – Budapest, Erzsébetváros, 1942. október 21.) főgimnáziumi tanár, történész, iskolaigazgató.

## Élete
Szerelemhegyi Márton és Mallár Klára fia. 1880-ban latin-görög szakos tanári oklevelet szerzett, majd Kiskunfélegyházán helyezkedett el a helyi római katolikus gimnáziumban. 1887-től 1908-ig a budapesti II. kerületi egyetemi királyi katolikus főgimnáziumban, illetve a Ferenc József Nevelőintézetben oktatott. Mint a II. kerület királyi katholikus főgimnázium rendes tanára, a Medve utcai polgári iskolában 1899 és 1901 között történelmet, alkotmánytant és közgazdaságtant tanított. Emlékezetes tanárok. (1899-1901) Cikkeket írt a kiskunfélegyházi római katolikus gimnázium Értesítőjébe (1881. Gymnasium-e vagy ipariskola Félegyházán? 1883. A jász-kunok nyelve), a Közoktatásba (1885-86., 1890.), a Tanáregylet Közlönyébe (1887.), a budapesti II. kerületi főgimnázium Értesítőjébe (1888. Az ó-classikus tanulmányok a gymnasiumban). Felesége Móczár Jolán volt. Fiaik: Ervin, Jenő.

## Művei
- A római nemzeti irodalom története. A gymnasiumok felsőbb osztályai számára Teuffel és Bender nyomán. Bp., 1886. (2. jav. kiadás). Bp., 1887.
- Tárgymutató a Bpi Tanáregylet Közlönye egyetlen és az Országos Középiskolai Tanáregylet Közlönye I-XX. évf-hoz. Bp., 1888. (Melléklet a folyóir. 1888/89. 4. füzetéhez)
- A Balassa-halom. Elbeszélés a török hódítás korából. Bp., 1892.
- Görög állami régiségek, a gymn. V. oszt. számára. Bp., 1891. (Középiskolai Könyvek Tára II., ism. Egyet. Philol. Közlöny).
- Görög hitéleti és magán régiségek és a görög művészet története, a gymn. VI. oszt. számára. Bp., 1891. (Középiskolai Könyvek Tára V. Ism. Egyet. Philol. Közlöny 1892. és Tanári Egyl. Közlönye).
- Praeparatio Livius XXI., XXII. könyvéhez. Bp., 1891. Négy füzet.
- A legfőbb jóról és a legfőbb rosszról. Írta Cicero, M. Tullius. Ford. Bp., 1893. (Róm. remekírók m. ford. 50.)
- A királyért. Történeti elbeszélés. Pozsony, 1893. (Hazafias Könyvtár 7.), 2. kiadás. Uo. 1907).
- A fekete sereg pusztulása. Történeti elbeszélés. Bp., 1894. (Hazafias Könyvtár 16.), 2. kiadás. Uo. 1906.).
- Ágyúdörgés között. Tört. elb. Bp., 1895. (Többekkel együtt).
- Római királymondák. Az ifjúság számára. Bp., (1898). 16 képpel. (Ifjúsági Könyvtár 6.).
- A győri vaskakas. Elbeszélés a győri hódítás korából. Bp., 1904.